# جیمز کیرنز (رو به جلو)
جیمز کیرنز (انگلیسی: James Cairns؛ زادهٔ) بازیکن فوتبال است.
از باشگاه‌هایی که در آن بازی کرده‌است می‌توان به باشگاه فوتبال لینکولن سیتی، باشگاه فوتبال گلوسوپ نورث اند، و باشگاه فوتبال منچستر یونایتد اشاره کرد.